# Coroação da Virgem (Lorenzo Monaco)
A Coroação da Virgem é um políptico de 1414 do artista gótico italiano Lorenzo Monaco, centrado no tema da Coroação da Virgem. Uma vez no mosteiro camaldulense de Santa Maria degli Angeli, agora está alojado na Galeria Uffizi, em Florença.